# Орстхойцы
Орстхойцы, орстхоевцы (самоназв.: арште, арштхой, орстхой, эрштхой; экзоэтн.: балойцы, балсурцы, карабулаки) — историческое этнотерриториальное общество в среде чеченского и ингушского народов. Родина — по течению рек Асса и Фортанга — историческая область Орстхой-Мохк (совр. бо́льшая часть Сунженского района Ингушетии, Серноводский район Чеченской Республики и приграничная часть Ачхой-Мартановского района Чечни, РФ). В традиции чеченской этноиерархии считается одним из девяти исторических чеченских тукхумов, в ингушской традиции — одним из семи исторических ингушских шахаров.
К XVIII веку орстхойцы расселились из Орстхой-Мохк севернее — в долину реки Сунжа и сформировали военно-политический союз, бывший одним из самых крупных вайнахских вольных обществ. Часть орстхойцев переселилась ещё восточнее — вплоть до Дагестана, где они составили значительный компонент в этногенезе равнинных аккинцев. В результате Кавказской войны больша́я часть орстхойцев была истреблена, 1366 семей выселилось в Османскую империю, откуда многие вернулись в Россию в 70-х годах XIX века. Не эмигрировавшие и вернувшиеся орстхойцы, наряду с другими вайнахами, в XX веке пережили интеграцию в социалистическое общество СССР и депортацию в Среднюю Азию (бо́льшая часть позднее вернулась). На рубеже XX и XXI веков значительное влияние на жизнь орстхойцев, как и всего населения северокавказского региона, оказал военный конфликт пытавшейся самоопределиться Ичкерии.
На протяжении XX века орстхойцы активно ассимилировались чеченцами и ингушами. Некоторые орстхойцы идентифицировали себя как чеченцы, другие — как ингуши. Орстхойский говор относится к галанчожскому диалекту, занимающему промежуточное положение между чеченским и ингушским языками и традиционно рассматриваемому как диалект чеченского языка. В наши дни орстхойцы проживают, в основном, в Ингушетии и Чечне. Имеются небольшие группы орстхойцев в ряде стран Ближнего Востока — Иордании, Сирии и Турции. Основная религия среди верующих орстхойцев — ислам суннитского толка.
В официальных переписях населения СССР и современной России орстхойцы не фиксировались, однако, в связи с растущим уровнем национального самосознания и интересом к собственной истории в среде северокавказских народов, некоторые представители вайнахского населения и сегодня продолжают идентифицировать себя как орстхойцы.

## Название
Нахоязычное самоназвание этногруппы на русском — «орстхой» и «арштхой», в современных ингушских и чеченских словарях во множественном числе — орстхой, в единственном числе — орстхо. Часто для обозначения наименования этнонима используется собственное имя, как общества — «Орстхой» (варианты — «Арстхой/Арштха/Арштхой», «Орстха/Орштхой», «Эрстхой/Эрштхой»), в этом случае название как родовое имя указывается с заглавной буквы. Некоторые исследователи именем общества называют историческую область расселения этногруппы — топоним Орстхой-Мохк, таким образом создавая некоторую запутанность в терминологии, перемежая понятия «этноним—топоним». В русскоязычной традиции написания этнонимов самоназвание этногруппы употребляется как «орстхойцы» (варианты — «орстхоевцы» и «орстхои»), а также «арштинцы», «арштойцы», «арштхойцы» и «эрштхойцы». Русское и нахское название общества Орстхой, как и многих других нахских имён собственных, разные авторы могут указывать по-разному, в связи с исторически сложившимися разными словоформами наименований, а также с тем, что долгое время не были выработаны единые правила русско-ингушско-чеченской транскрипции. В XX веке, с появлением ингушской и чеченской письменностей, стала оформляться транслитерация нахских названий, но разнообразие в их огласовке и орфографии встречается вплоть до начала XXI века  (см. § Варианты орфографии этнонима).
В конце XVIII века И. А. Гюльденштедт зафиксировал топоним, связанный с орстхойцами — «округ Арште», по его сообщению это название бытовало в ингушском и орстхойском языках, а в чеченском как «Ариштогай» и «Ариш Тояй». Комментатор к И. А. Гюльденштедту, российский кавказовед, д.и.н. Ю. Ю. Карпов считал, что ближе к оригиналу были бы варианты «Арсхте» и «Арисх тояи». Несмотря на то, что наименование употреблялось И. А. Гюльденштедтом только как топоним, некоторые современные исследователи допускали связку топоним—этноним, указывая «арште» как этноним (в совр. варианте со строчной буквы). В первой половине XX века И. Н. Генко указывал ингушское наименование орстхойцев как «арштхой» (ærštxuoj) и «арштинцы». По мнению Ш. Б. Ахмадова «арштхой»/«орстхой» — это чеченские названия орстхойцев.

### Этимология
Что легло в основу самоназвания «орстхой» точно не выяснено, но существует ряд предположений его этимологии различной степени авторитетности. Вероятно, как и в большинстве случаев для сравнительно небольших этногрупп, этноним мог образоваться от названия места первоначального проживания его носителей. По мнению Я. З. Ахмадова, самоназвание орстхойцев в виде словоформы «арштойцы», связано с названием реки Арштынка (варианты — Аршта, Аршты), на берегах которой на рубеже XVII—XVIII веков складывалось общество (см. § Происхождение). Этимология самого гидронима тоже не выяснена, чеченский лингвист, к.ф.н. Я. С. Вагапов считал его нахским, подчёркивая сложный нахский топоформант -шт/-шта. По мнению Я. З. Ахмадова наименование реки восходит к древнеиранскому слову арашан — «вкусная/чистая вода». Однако, в иранском слова «вкусная», «вода» и «чистая» имеют другие значения, не связанные с этой словоформой, а слово арашан встречается в тюркских языках, например кыргызском, и означает «целебный/тёплый источник/ключ». Также река со своими 6-ю притоками имела ещё два тюркских названия — Балсу («Медовая вода») и Карабулак («Чёрный источник»), от которых тоже произошли именования орстхойцев (есть версия, что это другая река — Фортанга, см. § Экзоэтнонимы).

#### Альтернативные варианты этимологии
Углубляясь в ономастику этнонима «орстхойцы» некоторые исследователи предлагали достаточно смелые гипотезы происхождения этого наименования (например, В. И. Абаев, И. В. Бызов, Я. С. Вагапов, У. Б. Далгат, А. О. Мальсагов, И. Е. Саратов и А. С. Сулейманов). В основном данные теории не являются доказанными и на сегодняшний день не признаны официальной наукой, также в них может прослеживаться трактовка этимологии этнонима в пользу националистических интересов того или иного современного народа под влиянием сложившейся политической конъюнктуры (см. § Альтернативные гипотезы происхождения).
1. Согласно Я. С. Вагапову, наименование Орстхой нахского происхождения, корень слова opc (варианты арс, урс, эрс) означает «лесистая гора», менее употребительно «лес»[17]. Почти также объяснял данную морфему другой чеченский учёный А. Д. Вагапов — в виде âрц (чеч.), оарц (ингуш.) и арс (диалект.) он переводил её как «лесистая гора», «предгорье»[18][К. 9]. Дореволюционный публицист К. М. Туманов возводил арс/арц к доисторическому периоду и обнаруживал в армянских и грузинских топонимах[К. 10]. Помимо корня, в этнониме Орстхой Я. С. Вагапов выделял суффиксы — -т- (топонимический), -х- (лица), -о- (именной), а также окончание множественного числа -й. Исследователь связывал данный этноним, например, с орсойцами, возводя эти наименования близко к значению «лесогорные», «лесные»[19].
2. В 60-х годах XX века А. О. Мальсагов высказал предположение, что значение этнонима орстхойцы — это «жители равнин». У. Б. Далгат в монографии «Героический эпос чеченцев и ингушей» цитирует А. О. Мальсагова[20]: «По всей вероятности, „орстхой-арштхой-аьрашхой“ происходит от „аре“ (равнина, плоскость), „ш“ — показатель множественности, „тӏа“ — послелог, „хо“ — словообразовательный суффикс. Таким образом, „орстхо-арштхо-аьрашхо“ (житель равнины) в противоположность „лоамаро“ (горец).» Чеченский исследователь И. В. Бызов выделяет в этнониме арштхой/орстхой морфемы аре-йист-хой и переводит его так же, как А. О. Мальсагов — «жители равнин»[21]. Этимология этих исследователей связана с неподтверждённой гипотезой, согласно которой орстхойцы сформировались не в горных областях, а на предгорной равнине — в долинах рек Ассы и Сунжи.
3. С отсылкой к неким дозорным функциям орстхойцев, предлагал свою гипотезу А. С. Сулейманов. В его этимологии этноним «Эрштхой»[К. 11] сложился из трёх компонентов — Iаьршачу, хитIepа и хой, которые он переводит как «Чёрной (с) речки дозора (стража)». По мнению исследователя эволюция изменения этого этнонима могла протекать приблизительно таким образом: Iаьржачу хи тIepа хой → Iаьрш хитIepа хой → Iаьрштхой → Эрштхой[22].
4. На уровне догадок высказывалось предположение о славянском, и даже русском, происхождении этнонима орстхой[К. 12]. А. С. Сулейманов, а также повторяющий его сведения И. Е. Саратов, утверждали, что наименование орстхой, якобы созвучно с городом Ростов[К. 13], сопоставлялись этнонимы Орстхой и Арсалой с антропонимами Арыслан, Еруслан, Оруслан и Руслан — А. С. Сулейманов видел в названиях орстхойцев и арсалойцев связь с русским мужским именем Лев[К. 14]. Подобные славяно-орстхойские параллели прослеживаются у А. Д. Вагапова, связывавшего чеченскую морфему âрц, через соответствие в индоевропейских языках с праславянским orst-, а от него, в свою очередь, с русскими словоформами рост или роща[18]. Я. С. Вагапов, тоже видел связь нахского корня арс-/opc-/урс-/эрс- со славянским рус, однако, он считал его не заимствованным от славян, а наоборот. Чеченское оьрсий и ингушское эрсий — наименование «русских» в вайнахских языках, обычно рассматривается как заимствование из тюркских языков, в которых словоформа рус, в связи с избеганием тюрками (как и нахами) начального р, преобразовалась в орус/урус. Однако, Я. С. Вагапов предположил, что название русских в вайнахских языках может быть не заимствованным, а собственным, отталкиваясь в своей гипотезе от существования этнонима арса[К. 15].

### Экзоэтнонимы
Исторические свидетельства об орстхойцах, как в российских документах и литературе, так и в европейских исследованиях, упоминают их под каким-либо экзоэтнонимом, наиболее известный из которых «карабулаки» (варианты с заглавной буквы: в дореформенной орфографии — «Карабулаки», как общества — «Карабулак»). Существует утверждение, что в какой-то период орстхойцев равномерно называли и «арштойцами», и «бальсунцами», и «карабулаками». Некоторые известные варианты наименований орстхойцев, которые давали им соседние народы:
1. Балой, балойцы — наименование орстхойцев, которое по сведениям Н. Г. Волковой, применялось к ним среди части ичкеринцев[25]. А. С. Сулейманов так же сообщал, что орстхойцев и аккинцев раньше называли «Балой»[26]. По мнению Я. З. Ахмадова общества Аккий, Галай, Мержой, Нашхой, Цечой и Ялхарой входили в некий Балойский союз[16].
2. Общество Балсу/Бальсу, балсунцы/бальсунцы/бальсурцы — наименование восходящее к одному из тюркских названий реки Арштынка — «Бальсу»[13]. Гидроним произошёл от тюркского bal[К. 18] — «мёд»[27] и suɤ — «вода»[28], то есть означает — «медовая вода»[13]. Согласно сообщению естествоиспытателя и путешественника XVIII века И. А. Гюльденштедта, это наименование орстхойцев бытовало у черкесов[29][К. 19].
3. Общество Карабулак, карабулаки — наименование восходящее к ещё одному тюркскому названию реки Арштынка — «Карабулак»[13]. Гидроним произошёл от тюркского qara — «чёрный»[К. 20] и bulaq — «источник»[К. 21], вероятно, в русском языке название появилось путём калькирования из кумыкского[22] (къара — «чёрный»[30] и булакъ — «источник/ключ/родник»[31])[К. 22]. Возможно, что тюркское название произошло от чёрного цвета всех «речек, ключей и прочих источников широко орошённого района», то есть в бассейне Арштынки и её шести притоков[13]. Существовали утверждения, что «карабулаками» называли равнинных аккинцев[К. 23], однако, закрепившееся в XVIII—XIX веках за равнинными аккинцами наименование другое — «ауховцы». Не следует путать нахских карабулаков с огузским родом, который иногда указывают под таким же названием — «Карабулак». Более верное именование огузской группы ближе к огласовке «Караболук» (на древнетюркском Qara bölük[К. 24]), вторые части этих этнонимов в оригинале — bulaq и bölük — имеют разные значения[32].

### Варианты орфографии этнонима
| Русскоязычная орфография     | Чечено-ингушская орфография | Форма употребления названия | Упоминание названия в исследованиях                                                                                   | Упоминание названия в исследованиях | Упоминание названия в исследованиях                   |
| Эндоэтнонимы:                |                             | | |                                     |                                                       |
| Арстах                       | —                           | общ-во этнич. общ-во | Сулейманов А. С. Саратов И. Е.                                                                                        | 1978 1985                           | [ 33 ] [ 34 ]                                         |
| Арстхой                      | Аьрстхой                    | общ-во | Сулейманов А. С. | 1978                                | [ 35 ]                                                |
| арште                        | —                           | ингуш. и орстх. название орстхойцев | Ахмадов Ш. Б. | 2002                                | [ 10 ]                                                |
| арштинцы                     | —                           | — | Генко А. Н. | 1930                                | [ 11 ]                                                |
| арштойцы                     | —                           | аульное многофамильное общ-во | Ахмадов Я. З. | 2009                                | [ 16 ]                                                |
| Арштха                       | —                           | равнинно-предгорное общество | Ахмадов Я. З. | 2009                                | [ 24 ]                                                |
| арштхой                      | —                           | ингуш. и орстх. название орстхойцев ингуш. название орстхойцев чеч. название орстхойцев вайнах. этнич. образование этническое определение, общество                               | Горепекин Ф. И. Генко А. Н. Ахмадов Ш. Б. Бызов И. В. Ахмадов Я. З.                                                   | 1920 1930 2002 2005 2009            | [ 36 ] [ 11 ] [ 10 ] [ 37 ] [ 38 ]                    |
| Арштхой                      | —                           | общ-во аульное многофамильное общ-во | Сулейманов А. С. Ахмадов Я. З.                                                                                        | 1978 2009                           | [ 35 ] [ 39 ]                                         |
| арштхойцы                    | —                           | вайнах. этнич. образование нахская народность | Бызов И. В. Ахмадов Я. З.                                                                                             | 2005 2009                           | [ 40 ] [ 41 ]                                         |
| орстахой                     | —                           | вайнах. этноним | Вагапов Я. С. | 1990                                | [ 42 ]                                                |
| Орстха                       | —                           | равнинно-предгорное общество | Ахмадов Я. З. | 2009                                | [ 24 ]                                                |
| орстхоевцы                   | — орстхой                   | этнос ингуш. шахар ингуш. этнич. единица | Коригов Х. и др. Кодзоев Н. Д. Тариева Л. У. и др.                                                                    | 1990 2002 2009                      | [ 43 ] [ 23 ] [ 7 ]                                   |
| орстхои                      | —                           | чеченское сообщество | Автандилян Р. А. | 2001                                | [ 44 ]                                                |
| орстхой                      | — орстхой — орстхой —       | вайнах. род или фамилия вайнах. название общ-во чеч. название орстхойцев вайнах. этнич. единица вайнах. этнич. образование ингуш. этнич. единица этническое определение, общество | Сулейманов А. С. Вагапов Я. С. Карпов Ю. Ю. Ахмадов Ш. Б. Куркиев А. С. Бызов И. В. Тариева Л. У. и др. Ахмадов Я. З. | 1978 1990 2002 2005 2009            | [ 45 ] [ 46 ] [ 9 ] [ 10 ] [ 47 ] [ 37 ] [ 7 ] [ 38 ] |
| Орстхой                      | —                           | общ-во этнич. общ-во аульное многофамильное общ-во | Сулейманов А. С. Саратов И. Е. Ахмадов Я. З.                                                                          | 1978 1985 2009                      | [ 48 ] [ 34 ] [ 39 ]                                  |
| орстхойцы                    | —                           | — нахская народность | Шнирельман В. А. Ахмадов Я. З.                                                                                        | 2006 2009                           | [ 49 ] [ 41 ]                                         |
| Орстхойцы                    |                             | общ-во | Сулейманов А. С. | 1978                                | [ 50 ]                                                |
| эрштхоевцы                   | —                           | этнос | Коригов Х. и др. | 1990                                | [ 43 ]                                                |
| Эрштхой                      |                             | общ-во | Сулейманов А. С. | 1978                                | [ 51 ]                                                |
| Эрштхойцы                    |                             | общ-во | Сулейманов А. С. | 1978                                | [ 52 ]                                                |
| Экзоэтнонимы (исторические): |                             | | |                                     |                                                       |
| балой                        | —                           | нохчмахкахойский этноним древний этноним | Волкова Н. Г. Сулейманов А. С.                                                                                        | 1973 1978                           | [ 53 ] [ 54 ]                                         |
| бальсунцы                    | —                           | аульное многофамильное общ-во | Ахмадов Я. З. | 2009                                | [ 16 ]                                                |
| карабулаки                   | —                           | кавказский народ — ингушское племя — вайнах. этнич. единица общ-во | Гюльденштедт И. А. Генко А. Н. Крупнов Е. И. Вагапов Я. С. Ахмадов Ш. Б. Куркиев А. С.                                | 1787, 1791 1930 1971 1990 2002 2005 | [ 55 ] [ 11 ] [ 56 ] [ 57 ] [ 10 ] [ 47 ]             |
| Карабулаки                   | —                           | общ-во | Сулейманов А. С. | 1978                                | [ 22 ]                                                |
| Карабулакцы                  | —                           | | |                                     |                                                       |

## Общие сведения
Как и многие народы на определённом этапе своего развития, нахи использовали сложную систему названий для существовавших в их среде форм объединений, структура которых состояла из групп разной численности и статуса, включая доьзалы/дезалы, ца, некъи/някъан, гары, вары и тайпы. В середине XX века ряд исследователей разработали некую классификацию, согласно которой бо́льшая часть чеченских тайпов образовывала своеобразные союзы — тукхумы (сначала их было выделено 8, потом 9). В среде ингушей же выделялись шахары, являвшиеся не тайповыми союзами, а территориальными единицами (выделено 6—7). Сегодня считается, что тукхумы и шахары — это дефиниции для обозначения племени или региона в Чечне и района в Ингушетии. В связи с неоднозначным пониманием названий нахских объединений, ещё с XIX века в российском кавказоведении применительно к ним использовался термин общество (см. Нахские народы § Этно-социальная иерархия).

### Этническая принадлежность
Историческая родина орстхойцев занимает пограничное географическое положением между различными нахскими этногруппами, с запада от них сформировавшими ингушский народ, а с востока — чеченский. В связи с этим, среди вайнахов, в последние несколько десятилетий отличающихся высоким уровнем национального самосознания, периодически возникают споры — некоторые исследователи видят в орстхойцах восточных ингушей, а другие — западных чеченцев. Согласно ряду исследователей, общество Орстхой играло важную роль в истории ингушей — оно занимало место среди семи шахаров, составлявших ингушский народ. У чеченцев же существует понятие тукхума Орстхой, который настолько важен в их этнической общности, что считается одним из девяти тукхумов образующих чеченскую нацию (например, среди девяти звёзд, символизирующих чеченские тукхумы на гербе ЧРИ и флаге ОКЧН, одна — это Орстхой).
В советское время их так же официально включали в состав ингушей, фиксируя это в их паспортах. В научной среде в XX — начале XXI веков этническая принадлежность орстхойцев определяется как одно из ингушских обществ.
Многие авторы писавшие до 1917 г., подчеркивали этническое единство карабулаков с остальными чеченскими племенами. Собственно к чеченцам карабулаков относили И. А. Гульденштедт, С. М. Броневский, Р. Ф. Розен, И. И. Норденстам, А. П. Берже, У. Лаудаев и др. Так, Норденстам сообщал: Карабулаки же, ауховцы и качкалыковцы говорят наречиями чеченского языка. Барон Р. Ф. Розен считал, что чеченцы разделяются… на общества под именем собственно чеченцев или мечигизов, качкалыков, мечиковцев, ауховцев и карабулак…
По свидетельству Якоба Рейнеггса (1780 г.) ингушский язык отличается от языка карабулаков: Приняв в рассуждение язык, по справедливости можно заключить, что сии народы имели разное происхождение, ибо что ингуш говорит, того сосед его, кист, разделясь с ним только одной небольшой рекой, не разумеет, а оба они не могут отвечать карабулаку его языком.. Советский Кавказовед Е. И. Крупнов отмечал, что в научных кругах в настоящее время больше склоны относить карабулаков к чеченцам, не отрицая их близости к ингушам.
Единственным языковедом, специально исследовавшим язык карабулаков, является М. Р. Овхадов. На основе полевых научных материалов он классифицировал их язык как орстхойский говор галанчожского диалекта чеченского языка.
В настоящее время. По мнению этнолога Шнирельмана В. А., на сегодняшний день обсуждение вопроса о национальной принадлежности орстхойцев не актуально и имеет явную политическую окраску, так как они являются составной частью как ингушского, так и чеченского народов — одни из орстхойцев говорят по-ингушски и называют себя ингушами, другие говорят по-чеченски и связывают себя с чеченцами. Вместе с тем, некоторая часть орстхойцев самоидентифицируют себя в составе этих двух народов, до сих пор подчёркивая собственную этническую идентичность (так называемое, многоуровневое национальное самосознание). Некоторые исследователи 2-й половины XX — начала XXI веков называли их отдельной нахской этногруппой, такое же мнение иногда отражает и современная пресса. Многие из них считают свою общность отдельными нахскими тайпами, со своим историческим прошлым и своим особым путём исторического развития, не относя себя ни к ингушам, ни к чеченцам.

### Состав
Состав орстхойского общества, его деление на тайпы, некъи и гары, на сегодняшний день этнографами тщательно не исследован и однозначная классификация этих объединений является предметом дискуссий. Верны утверждения, указывавшие общества Галай, Мержой, Цечой и Ялхарой, как предков орстхойцев, однако, также верно называть эти общества и в составе орстхойцев, так как позднее на них распространилось наименование Орстхой. Сегодня принадлежность к орстхойцам горных нахов определяется следующим образом: 1) выходцы из общества Акка указывались как предки орстхойцев, но не входили в их состав и считались просто родственной этногруппой; 2) общество Галай иногда относили то орстхойцам, то считали его отдельной этногруппой; 3) представители обществ Мержой считались орстхойцами, но часто не указывалось, что они также участвовали и в этногенезе другой нахской этногруппы — аккинцев-ауховцев; А. С. Сулейманов про мержойцев приводил информацию, что сами себя они относят к орстхойцам, но орстхойцы не считают их своими; 4) представители обществ Цечой считались орстхойцами, но часто не указывалось, что они также участвовали в этногенезе другой нахской этногруппы — аккинцев-ауховцев; А. С. Сулейманов особенно выделял цечойцев, указывая их родовой аул Цеча-Ахки как родину орстхойцев; 5) общество Ялхарой иногда относили то к орстхойцам, то считали его отдельной этногруппой; 6) А. С. Сулейманов отдельно выделял общество Мужганхой, в след за ним это общество стали повторять в своих списках орстхойских обществ другие исследователи, однако, вероятно, Мужганхой — это только другой вариант наименования общества Мужахой.
| Общества и родовые ветви (тайпы, някъан/некъе) | Общества и родовые ветви (тайпы, някъан/некъе) | Общества и родовые ветви (тайпы, някъан/некъе) | Происхождение (родовой аул)                            | Происхождение (родовой аул) | Фамилии и этногенез | Фамилии и этногенез                   | Фамилии и этногенез |
| 1.                                             | Белхарой | 19781991                                       | Белхара                                                |                             | Белхароевы |                                       | → ингуши            |
| 1.1.                                           | Булгучанякъан | 19781991                                       | Эги-Чож                                                |                             | Булгучевы |                                       | → ингуши            |
|                                                | 1.1.1. |                                                | Эги-Чож                                                |                             | Дзагиевы/Дзангиевы/Зангиевы → цоринцы | Дзагиевы/Дзангиевы/Зангиевы → цоринцы | → ингуши            |
|                                                | 1.1.2. |                                                | Эги-Чож                                                |                             | Хашиевы → цоринцы |                                       | → ингуши            |
|                                                | 1.1.3. | 1.1.3.                                         | Хай                                                    | Хай                         | Мейриевы | Мейриевы                              | → ингуши            |
|                                                | 1.1.4. | 1.1.4.                                         | Куртой-Юрт                                             | Куртой-Юрт                  | Куртоевы | Куртоевы                              | → ингуши            |
| 1.2.                                           | Кориганякъан |                                                | Даттых                                                 |                             | Кориговы |                                       | → ингуши            |
|                                                | 1.2.1. |                                                |                                                        |                             | Баталовы |                                       | → ингуши            |
|                                                | 1.2.2. |                                                | Берд-Юрт                                               |                             | Мамиевы |                                       | → ингуши            |
| 1.3.                                           | Фярганякъан | 19781991                                       | Фаргив, Берешки, Аршты                                 |                             | Фаргиевы |                                       | → ингуши            |
|                                                | 1.3.1. |                                                |                                                        |                             | Арсамаковы |                                       | → ингуши            |
| 2.                                             | Галай | 197319781991                                   | Акха-Басса/Акха-Босса Мужган                           |                             | Галаевы, Базаевы, Гайсановы | Галаевы, Базаевы, Гайсановы           | → ингуши → чеченцы  |
| 3.                                             | Гандалой | 197319781991                                   | Гандал-Боссе                                           |                             | Гандалоевы, Додовы |                                       | → ингуши → чеченцы  |
|                                                | 3.1 |                                                |                                                        |                             | Акбиевы |                                       | → ингуши            |
| 4.                                             | Мержой | 197319781991                                   | Мерже                                                  |                             | Мержоевы | → аккинцы-ауховцы                     | → ингуши → чеченцы  |
|                                                | 4.1. |                                                |                                                        |                             | Аксаговы |                                       | → ингуши            |
|                                                | 4.2. |                                                |                                                        |                             | Гушлакиевы |                                       | → ингуши            |
|                                                | 4.3. |                                                |                                                        |                             | Дербичевы, Сусуркиевы |                                       | → ингуши            |
|                                                | 4.4. |                                                |                                                        |                             | Кузьговы, Эскиевы, Торкоевы |                                       | → ингуши            |
|                                                | 4.5. |                                                |                                                        |                             | Мусаевы, Мусиевы, Мусоевы | Мусаевы, Мусиевы, Мусоевы             | → ингуши            |
|                                                | 4.6. |                                                |                                                        |                             | Хантыговы , Атабаевы |                                       | → ингуши            |
|                                                | 4.7. |                                                |                                                        |                             | Юсуповы, Гаркуевы, |                                       | → ингуши            |
|                                                | 4.8. ГIулой (Мержой) | 19781991                                       | Гул, Хьайхара/Хьайх, Мереджи                           |                             | Гулоевы, Гулиевы, Гациевы, Нагадиевы, Ковтаровы, Бекботовы, Аспиевы, Бейговы, Хакимовы, Джамбулатовы, Хаматхановы, Битиевы, Чадиевы, Абадиевы, Шавлиевы, Гулаевы, Парижевы, Мержоевы, Хучбаровы  | →                                     | → ингуши            |
|                                                | 4.9. Хевхарой (Мержой) | 19781991                                       | Хьайхара/Хьайх, Мереджи                                |                             | Хайхароевы, Мержоевы, Хучбаровы, Гулиевы, Дженаралиевы, Ковтаровы, Абаевы, Карнукаевы, Шабазовы, Хасановы, Берсановы, Сагаиповы, Гушлакаевы, Заурбековы, Дулаевы, Нагадиевы, Турашевы, Хамзатовы |                                       |                     |
| 5.                                             | Мужахой | 197319781991                                   |                                                        |                             | Мужахоевы (Мужухоевы) |                                       | → ингуши            |
|                                                | 5.1. |                                                |                                                        |                             | Актомировы |                                       | → ингуши            |
|                                                | 5.2. |                                                |                                                        |                             | Алихановы, Эльдихановы | Алихановы, Эльдихановы                | → ингуши            |
|                                                | 5.2.1. |                                                |                                                        |                             | Гемиевы |                                       | → ингуши            |
|                                                | 5.2.2. |                                                |                                                        |                             | Мосиевы |                                       | → ингуши            |
|                                                | 5.2.3. |                                                |                                                        |                             | Мургустовы |                                       | → ингуши            |
|                                                | 5.2.4. |                                                |                                                        |                             | Ольгиевы |                                       | → ингуши            |
|                                                | 5.2. Велхинякъан | 19781991                                       |                                                        |                             | Велхиевы |                                       | → ингуши            |
|                                                | 5.3. |                                                |                                                        |                             | Китиевы |                                       | → ингуши            |
|                                                | 5.4. |                                                |                                                        |                             | Куртоевы |                                       |                     |
| 6.                                             | Орг-некъе | 19781991                                       |                                                        |                             | |                                       | → ингуши → чеченцы  |
| 7.                                             | Цечой | 197319741978 19912005                          | Цеча-Ахки                                              |                             | Цечоевы | → аккинцы-ауховцы                     | → ингуши → чеченцы  |
| 7.1.                                           | |                                                |                                                        |                             | Апиевы, Опиевы | Апиевы, Опиевы                        | → ингуши            |
| 7.2.                                           | |                                                |                                                        |                             | Бариевы, Бориевы | Бариевы, Бориевы                      | → ингуши            |
| 7.3.                                           | Боканякъан | 19781991                                       | Цеча-Ахки                                              |                             | Боковы, Келиговы |                                       | → ингуши            |
| 7.4.                                           | |                                                | Цеча-Ахки                                              |                             | Гардановы |                                       | → ингуши            |
| 7.5.                                           | Гарчой | 1973                                           |                                                        |                             | |                                       | → ингуши → чеченцы  |
|                                                | 7.5.1. Анастой |                                                | Анастой (ныне с. Ансалта Ботлихского района Дагестана) |                             | Анастоевы |                                       | → ингуши → чеченцы  |
| 7.6.                                           | |                                                |                                                        |                             | Мазиевы |                                       | → ингуши            |
| 7.7.                                           | |                                                |                                                        |                             | Мусиевы |                                       | → ингуши            |
| 8.                                             | Ялхарой Верхнюю часть с. Ялхара населяли представители тайпа ЦӀечой, а нижнюю — представители тайпа Аккий, поэтому лишь часть Ялхарой относятся к Орстхой. | 19781991                                       |                                                        |                             | Дудаевы, Израповы и др. |                                       | → ингуши → чеченцы  |

### Расселение и численность
Вероятно, с периода позднего средневековья орстхойцы проживали в области верхнего и среднего течения рек Асса и Фортанга. Эта территория орстхойцев — Орстхой-Мохк (бо́льшая часть Сунженского района Ингушетии, Серноводского района и приграничная часть Ачхой-Мартановского района Чечни), где орстхойцы соседствовали с горными аккинцами и ялхоройцами (иногда этот тайп включают в состав орстхойцев). По А. С. Сулейманову, соседями орстхойцев были: в горах на юге и западе — ингушские шахары, на востоке — тайпы Ялхорой и Галай, однако замечание автора про Галай не ясно, так как далее по тексту исследователь указывает (как и многие другие источники), что Галай входил в состав орстхоевского общества.
В конце XVIII — начале XIX веков в Орстхой-Мохк насчитывалось около 40 поселений, а её духовным и политическим центром был древний аул Цеча-Ахки, который орстхойцы считают своей прародиной. В этот же период часть их расселилась из горных ущелий в долину реки Сунжа — на территории, соответствующие равнинным и предгорным районам современной Чечни и Ингушетии, и далее — в Дагестан, где часть орстхойцев участвовала в этногенезе аккинцев-ауховцев. Согласно заявлениям самих орстхойцев, приблизительные границы их исторического проживания — верхнее и нижнее течении Фортанги, после расселения с гор на равнину — среднее течение Сунжи: на востоке — до селения Гехи, и на западе — до селения Яндаре. Старинные селения основанные или заселённые орстхойцами: Алхасты, Бамут, Гажир-Юрт (совр. Нестеровская), Курей-Юрт (позднее Орджоникидзевская, совр. Сунжа), Орстхой-Фортан (совр. Ачхой-Мартан), Плиево, Сурхахи, Цокало Бокова (позднее Новый Ах-Барзой, Верхний Сагопш, совр. Сагопши), Цеча-Олкум (позднее Верхний Алкун, совр. Алкун), Экажево, Элдархан-Гала (совр. Карабулак) и Яндаре.
В XX веке расселение и численность орстхойцев не фиксировалась официальными переписями населения СССР и современной России. В 1990 году инициативная группа орстхойцев написала статью в грозненскую газету «Комсомольское племя», где, помимо прочего, авторами были указаны районы проживания и приблизительное число орстхойцев, а в 1999 году некоторые демографические сведения об орстхойцах сообщал социолог М. М. Юсупов в бюллетене «EAWARN» издательства ИАЭ РАН (информация из газеты и бюллетеня использовалась в работе советско-российского учёного В. А. Шнирельмана). Расселение и численность орстхойцев в 90-е годы XX века согласно этим двум источникам:
- Ачхой-Мартановский район[43][112] — орстхойцы проживают, но количественных данных нет; например, орстхойские семьи в селение Бамут (Гандалоевы, Мержоевы, Хайхароевы, Гулиевы)[43].
- Назрановский район[43][112] — более 10 000 орстхойцев; например, в селениях Плиево, Сурхахи, Экажево и Яндаре от 10 % до 30 % орстхойцев[43].(Мержоевы, Гулиевы, Цечоевы, Хайхароевы и др.)
- Малгобекский район[43][112] — орстхойцы проживают, но количественных данных нет; например, в селении Сагопши из 5000 жителей 4000 орстхойцы (Галаевы, Гандалоевы, Белхороевы, Боковы, Булгучёвы, Кориговы, Мержоевы, Гулиевы, Мужухоевы, Фаргиевы, Цечоевы и др.)[43].
- Сунженский район[43][112] — от 10 000 до 15 000 орстхойцев; например, в селениях Верхний Алкун и Алхасты до 90 % орстхойцев (Гулиевы, Хайхароевы, Галаевы, Белхороевы, Боковы, Булгучёвы, Кориговы, Мержоевы, Фаргиевы, Цечоевы и др.), в селениях Карабулак, Нестеровская и Орджоникидзевская — несколько тысяч орстхойцев[43].
- Город Грозный[43] — орстхойцы проживают, но количественных данных нет.
- Другие регионы СССР[43] — орстхойцы проживают, но количественных данных нет.

1. Пригородный район и город Владикавказ (Северная Осетия)[43] — орстхойцы проживают, но количественных данных нет.
2. Казахстан[43] — орстхойцы проживают, но количественных данных нет.

## Этническая история
Этническая история орстхойцев рассматривается исходя из неоднозначности этнонима. Во-первых, под ним понимают собственно общество Орстхой, известная история которого начинается с начала XVIII века на берегах рек Арштынка и Футан. Во-вторых, с какого-то, точно не установленного периода, название охватывает общества горных нахов, выходцы из которых и сформировали собственно орстхойцев — Галай, Мержой, Цечой и Ялхарой. История этих обществ-прародителей значительно древнее истории собственно орстхойцев, например, мержойцев связывают с топонимом «Мерези», известным из документов Русского царства с XVII века, а башенный замок цечойцев Цеча-Ахки был заложен ещё в XV веке.

### Происхождение
Российский офицер дивизионный квартирмейстер Л. Л. фон Штедер, побывавший в 1781 году на Кавказе, в том числе на землях карабулаков, сообщал, что они с их соседями чеченцами, гихами и аттигерами одного происхождения. Позднее, академик П. С. Паллас, в своём труде по итогу экспедиционной поездки на Кавказ в 1793—1794 гг., указал, что карабулаки происходят именно от ингушей-галгай. Наиболее вероятно, что собственно общество Орстхой начало складываться на рубеже XVII—XVIII веков в низкогорной зоне на берегах рек Арштынка и Футан. Основу объединению положили выходцы из обществ Акка, Галай, Мержой, Цечой и Ялхарой. В этногенезе орстхойцев иногда выделяли цечойцев — встречалось утверждение, что все орстхойцы своей прародиной считали средневековый цечойский аул Цеча-Ахки.

#### Альтернативные гипотезы происхождения
Среди некоторых исследователей существовала тенденция связывать исторических орстхойцев с легендарными нарт-орстхойцами из нахских сказаний «Нартского эпоса». Это сопоставление позволило некоторым исследователям сформировать не подтверждённое предположение, согласно которому: во-первых, орстхойцы — это нахское племя, которое ещё с периода средневековья жило на предгорной равнине и представляло собой нечто вроде пограничной стражи, аналог казачества, охранявшей внутренние территории горных нахов. Горцы за охрану расплачивались с ними частью скота, который необходимо было пасти на равнине в период сезонных отгонов. Со временем орстхойцы превратились из защитников в притеснителей горных нахских племён — они запрашивали высокую плату за выпас скота на равнине, совершали грабительские походы на своих соплеменников, похищали людей; во-вторых, орстхойцы могли стать союзниками исторических алан, с которыми вместе блокировали горы, и только в XIII веке, в период походов монгольских завоевателей на Северный Кавказ (Поход Джэбэ и Субэдэя, Западный поход), были выбиты в горы.
Данную гипотезу (идею отождествления орстхойцев с орхустойцами из нартского эпоса) подверг критике профессор И. А. Дахкильгов, в частности, он пришёл к выводу об ошибочности употребления термина «нарт-орстхойцы» вместо «нарты». В качестве аргументов он приводил сведения из работы Ч. Э. Ахриева, впервые записавшего во 2 половине XIX века ингушские сказания о нартах, где разделялись термины «орхустой» и «орштохой/орштхойцы» (орстхойцы). Кроме того, термин «нарт» относится к эпическим понятиям, а термин «орстхой» является понятием этническим.
Ещё одно предположение высказывал А. С. Сулейманов, а также повторяющий его сведения И. Е. Саратов — они связывали орстхойцев на генетическом уровне со славянами, и даже с русскими. Среди аргументов указывались верования орстхойцев, где ведущим был культ священного оленя, как и у славянских жителей Ростово-Суздальского княжества; сам этноним, якобы созвучный со славянским топонимом Ростов; предания о переселении орстхойцев с берегов Чёрного моря, возможно, отсылка к существовавшему там славянскому княжеству. Проводя параллели между орстхойцами и русами, И. Е. Саратов, в отличие от А. С. Сулейманова, делал далекоидущие выводы, пытаясь обосновать гипотезу значительного присутствия славян на Северном Кавказе в период Средневековья.
Я. З. Ахмадов полагает, что все общества сформировавшие орстхойцев, когда-то входили в некий старинный Балойский союз.

### Формирование общества
Со временем эта этногруппа, условно называемая Верхние Карабулаки, заселила территории между средним течением реки Асса на западе и бассейном рек Фортанга и Шалажа на востоке.
В течение столетия, вплоть до начала XIX века, часть орстхойцев осваивает прилежащую равнину, со временем эта этногруппа, условно называемая Нижние Карабулаки, заселили территории между районом впадения реки Яндырка в Сунжу на западе и районом впадения реки Шалажи в Фортангу на востоке.

### Первые упоминания
Орстхойцы под названием «аришти» упоминаются в хронике «Тарих-Дагестан» в связи с борьбой христианских правителей Хунзаха с мусульманскими захватчиками; датируются данные события примерно XII—XIII веками. Однако неизвестно, насколько достоверны известия данной хроники об орстхойцах.
Первое достоверное упоминание карабулаков относится к 1709—1710 годам. В арабоязычной книге «Фатх ал-Ваххабфи шарх минкад ат-туллаб» (автор Мухаммед, сын Давуда из Хунзаха) сообщается, что в 1121 году хиджры «мусульмане потерпели поражение в селении Аришти».
В 1732 году комендант крепости Святой Крест Д. Ф. Еропкин упоминает орстхойцев под именем «Караблак». Летом того же года на Чеченской равнине собралось 10-тысячное ополчение под руководством некоего Аджи для нападения на карабулаков и кабардинцев с намерением исламизировать их.
Сведения об орстхойцах крайне скупы и появляются в географической литературе и документальных источниках Российской империи только со второй половины XVIII века, в частности этноним карабулаки впервые упоминается в документе Коллегии иностранных дел за подписью М. И. Воронцова и А. М. Голицына от 1763 года в связи с переселением части орстхойцев на плоскость, а в 70—90-х годах того же столетия — в трудах западноевропейских и российских авторов (И. А. Гюльденштедт, Л. Л. Штедер, П. С. Паллас и др.). Н. Г. Волкова предположила, что возможно область карабулаков описывает Вахушти Багратиони в своём известном труде «География Грузии». Также, она указала на сведения из карты 1733 года, приведённой В. Н. Гамрекели, где по берегам реки Фортанга, названной рекой Балсу, обозначено «100 деревень» и отметила, что население по данной реке было карабулакским.

### Первые соприкосновения с Россией
Согласно имеющимся источникам, уже летом 1762 года половина карабулаков выразила готовность не только принять ислам, но и переселиться в Дагестан под Эндирей, на земли кумыкского князя Аджи-Муртазали. Одновременно считалось, что они переходили под покровительство России (так как Эндирейские уллубии уже были её вассалами), и в присутствии официального российского представителя решение об этом было поддержано сходом 22 старейшин, представлявших 8 наиболее влиятельных карабулакских фамилий. При этом в качестве гарантии серьёзности своих намерений они выдали эндирейскому князю 5 аманатов из «природных старшинских детей». С карабулакской стороны в эти годы в переговорах о выселении на плоскость и вступлении под новый патронаж упоминаются представители фамилий: «Мережиевой (Мержой), Татыховой (Даттых), Элхургалиевой (Ялхарой), Аокаевой (Аккий)» и др. Среди переселенцев также были и представители Цечой. В документах за те же годы говорится и о «деревнях» Гандалоевых, Фиразовых, Булгучиевых, Бузартыевых, Кориговых и Белхороевых, очевидно, по большей части пожелавших остаться.
В октябре 1768 года моздокским ротмистром А. Шелковым в Санкт-Петербург были доставлены сведения от коменданта Кизлярской крепости Н. А. Потапова, собранные по приказу императрицы Екатерины II в преддверии Первой русско-турецкой войны (1768—1774 годы) о Кабарде и народах, живущих «в сторону Кубани». Орстхойцы назывались в сведениях «балсу» и упоминались вслед за живущими в юго-восточном направлении от реки Верхняя Кума карачаями (предгорные карачаевцы), чегемцами, караджау (предгорные дигорцы), балкарами (балкарцы) и дюгерами (горные дигорцы). В 1771 году орстхойцы принесли присягу на верность России, но в тот период такие договоры обычно не являлись актами присоединения того или иного кавказского народа к Российскому государству, а подписывались для извлечения сиюминутных выгод, и вскоре, после достижения поставленных задач, о них забывали. Однако, капитан Дегостодия докладывал генералу И. Неймичу: «Они при первом случае доказали себя всеми образы доброжелательными, прося старшины и народ, чтобы, приняты были в вечное е.и.в. подданство, обещаясь дать от себя аманат».

Окончание Русско-турецкой войны и подписание Кючук-Кайнарджийского мирного договора (1774 год), помимо прочего, внесли значительные изменения и в жизнь народов Северного Кавказа — Кабарда была признана в составе России, также российские власти объявили под своей властью и осетин, которые начали переселяться на равнину (так называемую «плоскость»). Орстхойцы в конце XVIII — начале XIX веков тоже начали расселяться из горной области Орстхой-Мохк на реку Сунжу, а в дальнейшем на территории, соответствующие равнинным и предгорным районам современных Чечни, Ингушетии и Дагестана (вероятно, ещё в 1772 году бо́льшая часть орстхойцев переселилась на предгорные равнины). Известно, что в 1782 году, по просьбе части орстхойцев и осетин, российскими властями была построена крепость у Татартупа, для защиты просителей от кабардинцев и горных чеченцев. Среди различных источников сохранилось свидетельство подполковника российской армии, дивизионного квартирмейстера Л. Л. фон Штедера (1781 год), сообщавшего о совместном расселении в ряде сёл на «плоскости» орстхойцев с ингушами: 
Я следовал берегом реки Сунжи через равнины, и поля ингушей почти до гор. По ту сторону [Сунжи] на 4 версты восточнее лежали под лесистым отрогом 3 или 4 деревни ахкиюртовцев, представляющих смесь ингушей и карабулаков …

### Зависимость от Кабарды
В конце XVIII — начале XIX веков в тактических интересах российских властей было время от времени использовать тезис о подвластности некоторых горских народностей Кабарде (в том числе и орстхойцев). Это позволяло распространять сферу влияния Российской империи на суверенные или зависимые от Турции территории, которые якобы были в вассальной зависимости от уже ставшей российской Кабарды. Сообщения о том, что кабардинские «владельцы» издревле собирали дань с орстхойцев и других горских народов, лишены основания, и хотя какой-то период выплаты податей имели место, но связано это было со временем, когда кабардинцам покровительствовала Россия и снабжала их более современным вооружением:
… Осетинцы, Балкарцы, Карачаевцы, Абазинцы, Ингушевцы и Карабулаки [то есть орстхойцы] есть люди вольные, и хотя они с некоторых времён и платили им [кабардинским «владельцам»] подати, но сие единственно последовало от вышеписанного предмета силы оружия Российского и покровительства им, Кабардинцам, данного, и тогда ещё Российское правительство не имело совершенного сведения о состоянии и вольности тех народов.И. П. Дельпоццо

### Кавказская война
В период череды локальных войн на Северном Кавказе XVIII—XIX веков, а особенно во время наиболее агрессивной политики Российской империи — так называемой «Большой Кавказской войны» (1817—1864 годы), орстхойцы принимали какое-то участие в противодействии покорению горских народов. Когда было образовано теократическое государство Северо-Кавказский имамат, часть орстхойцев оказалась в пределах двух его административных единиц — Арштинского (собственно орстхойского) и Галашкинского вилайетов. 
Хронология основных событий:
- 1806 год — ордер И. В. Гудовича командующему войсками Кавказской линии С. А. Булгакову за № 1960, о подготовке экспедиции в Чечню для наказания непокорных чеченцев и карабулаков. В документе поступает приказ — строго наказать и привести к присяге на верноподданство[138].
- 1807 год — «усмирение» орстхойцев российскими войсками под предводительством генерал-майора П. Г. Лихачёва. Военный историк В. А. Потто назвал это деяние «последним подвигом пятнадцатилетней службы Лихачёва на Кавказе»[139].
- 1825 год — российские войска совершили военную экспедицию в орстхойские поселения по рекам Асса и Фортанга[23].
- 1827 год — очередное признание орстхойцами российского подданства. Наряду с некоторыми другими северокавказскими народностями, орстхойцы присягнули России благодаря действиям командующего войсками на Кавказской линии, в Черномории и Астрахани (а также начальника Кавказской области) — генерала Г. А. Эммануэля, которому в награду за это присоединение, сделанное не силой оружия, а умными распоряжениями, был пожалован Орден Святого Александра Невского[140].
- 1832 год, май 5 — рапорт командира Отдельного Кавказского корпуса барона Г. В. Розена из Тифлиса военному министру гр. А. И. Чернышёву за № 334, о разрешении делать нападения на непокорных чеченцев и карабулаков[138][141].
- 1858 год — орстхойцы совместно с назрановцами, галашевцами и жителями Тарской долины приняли участие в одном из эпизодов Большой Кавказской войны — Назрановском восстании, окончившемся безуспешно[23].
- 1865 год (после окончания войны) — в Турцию было выселено/переселилось несколько тысяч орстхойцев, в частности 1366 семей[142][К. 70], фактически основная их часть — в ЭСБЕ даже сообщалось, что орстхойцы/карабулаки — это племя, «целиком выселившееся в Турцию»[143][144].

Некоторые упоминания об участии орстхойцев в военных действиях из российских документальных свидетельств:
Рапорт от 30 марта 1840 года: 
Вся Большая Чечня к нему [к Шамилю] передалась, равно как мичиковцы и ичкеринцы и многие ауховцы; качкалыковцы удерживаются в повиновении только присутствием нашего отряда. Некоторые из карабулакских [то есть орстхойских] и ингушевских деревень, все галгаевцы и кистинцы также в большом волнении и содействуют тайно или явно возмутителю.генерал П. Х. Граббе

Донесение графу А. И. Чернышёву от 3 октября 1840 года: 
В настоящем положении дел на левом фланге Линии Чечня в особенности обращает на себя внимание, ибо там, кроме коренных её жителей, гнездятся теперь все беглые карабулаки [то есть орстхойцы], назрановцы, галгаевцы, Сунженские и Надтеречные чеченцы и по призыву предводителя их Ахверды-Магомы, сподвижника Шамиля, собрать могут значительные силы, хорошо вооружённые, вблизи Военно-Грузинской дороги.генерал Е. А. Головин

### Советский период (XX в.)
Вероятно, в 1920-х годах джераховцы и орстхойцы окончательно интегрировались в ингушскую этническую общность, после чего, по мнению некоторых исследователей, можно считать завершившейся консолидацию ингушей как народа и принятие ими общего самоназвания галгай. В XX столетии шёл активный процесс ассимиляции орстхойцев ингушами, а некоторой части орстхойской этногруппы — чеченцами.

### Постсоветский период (кон. XX — нач. XXI вв.)
В наши дни представители общества Орстхой частью растворились среди современных чеченцев, а частью — среди ингушей, также потомки орстхойцев проживают и за границей — в Турции. В начале 1990-х годов орстхойцев охватило движение за национальное возрождение.

## Культура

### Язык
Языком орстхойцев является ингушский и чеченский (орстхойский говор), также говорят на русском языке (в Турции на турецком). Во 2-й пол. XVIII века Л. Л. Штедер писал, что они частично понимают татарский язык (то есть кумыкский).
А. Н. Генко в 1930-х гг. на материалах, имеющихся в исследованиях Ю. Г. Клапрота, сближал язык орстхойцев с чеченским языком, но выделял его в особую группу. Однако, руководствуясь лингвистическими данными, полученными в связи с переписью 1897 года и собственными исследованиями, произведёнными в 1926 году, он отмечал, что жители верхнего и среднего течения Ассы и отчасти Фортанги (карабулаки, галашевцы) говорят на ингушском языке.
В 1963 году чеченский учёный-лингвист Ю. Д. Дешериев впервые классифицировал язык населения бывшего Галанчожского района как «галанчожский диалект в составе чеченского языка», отмечая при этом сохранившиеся в нём отчётливые следы близости с ингушским языком. Он писал: «Исторически аккинский и галанчожский диалекты занимали промежуточное положение между плоскостными чеченским и ингушским диалектами. Поэтому в аккинском и галанчожском диалектах наличествуют явления, свойственные чеченскому, — с одной стороны, и ингушскому, — с другой.».
Различные исследователи могут по-разному транскрибировать название орстхойского диалекта — arştxojn, erştxojn, orstxojn, также употребляются наименования «карабулакский» (karabulak, qarabulak) и «балой» (balojn — устар. название у чеченцев). В начале XXI века использование орстхойского диалекта зафиксировано в центральной и северной Ингушетии (напр. в селе Сагопши), где орстхойцы официально причислялись к ингушам с ингушским языком; в Чечне орстхойский диалект был распространён на западе (напр. в верховьях рек Нетхой и Шалажа), но после депортации вайнахов в 1944 году сведений о его использовании в Чечне нет.
Ю. Б. Коряков определял аккинско-орстхойское наречие наравне с ингушским и чеченским языками, и указывал его как переходное между ними, однако, он отмечал, что обычно его рассматривают как диалект внутри либо ингушского, либо чеченского языков. Российский кавказовед, д.и.н. Ю. Ю. Карпов также видел в нахской подгруппе эти языки как равные — «родственные между собой чеченский, ингушский, карабулакский и бацбийский языки, составляющие нахскую (вайнахскую) языковую подгруппу, имеют общие генетические корни …». Я. З. Ахмадов считал орстхойцев отдельной нахской народностью, но «чеченскими по языку». Известно обращение через газету инициативной группы орстхойцев в 1990 году, возмущённых некоторыми чеченскими исследователями, классифицировавшими орстхойский диалект как один из говоров чеченского языка (см. Аккинско-орстхойское наречие § Классификация).

### Нравы и обычаи
Во 1781 году Л. Л. Штедер описывает орстхойцев, их внешние черты, одежду, снаряжение, еду употребляемую ими в пищу, род занятий, различные черты характера и многое другое.:

«…им совершенно неизвестна зависть, эта ужасная страсть цивилизованных людей. Всё это относится также более или менее к их соселям чеченцам, ейхам и аттагеям, скоторыми они одного происхождения и говорят на одинаковом языке. …Они частично понимают также и по-татарски, но не знают письма и не имеют представления об искусствах, кроме изготовления своего оружия. Их история, как у всех кавказских народов, тем не менее поддается констатации, поскольку они представляют не полные народности, а беглецов вытесненных наций. …Как и ингуши, они носят небольшой щит, пятифутовой длины копьё, хорошее ружьё и легкую саблю, не считая кинжала и ножа. Короткая пика с одним крючком служит им частично в качестве подставки для ружья, …а в случае крайней необходимости используется как дротик… Щит изготавливается из прочнейшей дубленой кожи. Он слегка овальный и в длину больше аршина. На концентрической окружности гвоздями приклепан железный лист, он достаточно прочен против сабельных ударов. …Без щита и короткой пики они не выходят из дома, и никого в деревне нельзя увидеть невооруженным. Когда они стоят или разговаривают друг с другом, то опираются на копья и держат свои щиты в левой руке..».
В 1978 году, на основании рассказов местных жителей, А. С. Сулеймановым были собраны немногочисленные сведения о некоторых обычаях орстхойцев. В частности, он сообщает, что вплоть до конца XVIII века орстхойские мужчины, подчёркивая своё высокородное происхождение (эзди нах), носили длинные кудри, а женщины — высокие причёски (кур). Традиционно придавая некое важное значение волосяному покрову головы, орстхойцы заставляли начисто брить головы всех мужчин, попадавших в их зависимость.
Помимо прочего, описывая орстхойцев, А. С. Сулейманов упоминает, что «это одно из самых воинственных племён вайнахского народа», подобная характеристика прослеживается и в источниках Российской империи, вероятно, под влиянием борьбы орстхойцев за независимость в период Большой Кавказской войны (1817—1864 годы). Сопротивление этой народности было столь упорным, что в статье о чеченцах в «Энциклопедическом словаре Брокгауза и Ефрона» орстхойцы (в ЭСБЭ карабулаки) названы как «самое враждебное нам [России] племя». Согласно характеристике источника XIX века орстхойцы «самый беспокойный народ и ничем не удовлетворяются».

### Верования и религия

#### Язычество
В средневековье нахские племена, в том числе и орстхойцы, придерживались собственных языческих верований, которые на сегодня мало изучены. Они сформировали свой мифологический пантеон, основные культы в котором были посвящены поклонению силам природы и олицетворяющих эти силы богам и богиням. Предполагается существование и второстепенных культов, имевших прикладное значение, божества в них были антропоморфны и зооморфны. В сказаниях эти сущности вмешивались в человеческую жизнь, принимая облик обычных людей или животных.
У многих народов Северного Кавказа бытовали древние эпические сказания — «Нартский эпос». Большинство сказаний о богатырях-нартах в среде нахского населения были зафиксированы в высокогорных селениях Ингушетии. Первые из них были опубликованы в 1870-х годах ингушским учёным-этнографом Ч. Э. Ахриевым. Мифологические персонажи в них разделяются на две группы: нарты (положительные, добрые, благородные) и орхустой (отрицательные, злые, коварные). Однако, несмотря на данное чёткое разделение некоторые исследователи (например, Б. К. Далгат и последующие исследователи советского периода) стали называть героев нахских сказаний двойным (объединённым) наименованием «нарт-орстхойцы» (нарт-арштхой, нарт-орстхой), и даже не «орхустой», как изначально в оригинале, а «орстхой», видя в нём возможный эпоним исторических орстхойцев. Данную идею отождествления орстхойцев с орхустойцами из нартского эпоса подверг критике профессор И. А. Дахкильгов, в частности, он пришёл к выводу об ошибочности употребления термина «нарт-орстхойцы» вместо «нарты». В качестве аргументов, помимо раздельности понятий нарты и орхустой, он указывал и на чёткое разделений терминов «орхустой» и «орштохой/орштхойцы» (орстхойцы) в работах Ч. Э. Ахриева. Термин «нарт», согласно ему, относится к эпическим понятиям, а термин «орстхой» является понятием этническим.
До принятия ислама, вероятно, в среде орстхойцев ведущее место занимал культ священного оленя.

#### Ислам
Сами орстхойцы одними из первых среди вайнахских обществ приняли ислам, что определённым образом сблизило их с уже находящимися в лоне этой религии чеченцами и отдалило от ингушей, придерживавшихся на тот момент в основном традиционных верований.

## Хозяйствование
В XVIII веке было зафиксировано одно упоминание об орстхойцах, как о кочевниках, однако, все остальные источники считали их оседлым обществом. Среди различных форм хозяйственной деятельности известно о соледобыче в Орстхой-Мохк — она существовала в поселениях Мага, Юкиерачу и Ига Берешки («Верхние, Средние и Нижние соляные озёра»), у Даттыха (хребет Вир-букие — «Ишачья спина»), у аула Мержой-Берам («Соляные озёра мержойцев») и других. Поваренная соль обычно получали путём выпаривания воды и из соляных озёр, источников и колодцев.